# Les Diamants de la nuit
Pour plus de détails, voir Fiche technique et Distribution.
Les Diamants de la nuit (Démanty noci) est un film tchécoslovaque réalisé en 1964 par Jan Němec d'après une nouvelle du recueil Démanty noci (1958) d'Arnošt Lustig. Le film reçoit le Grand prix du festival de Mannheim 1964 et le Grand prix du festival du Nouveau cinéma-Pesaro 1965.

## Synopsis
Deux jeunes juifs déportés de Prague sautent en marche du train les emmenant dans un camp de concentration et se cachent dans une forêt.

## Fiche technique
- Titre original : Démanty noci
- Titre français : Les Diamants de la nuit
- Réalisation : Jan Němec
- Scénario : Jan Němec d'après Tmá nemá stín ("Les Ténèbres n'ont pas d'ombre" ou "L'Obscurité n'a pas d'ombre") d' Arnošt Lustig, une des nouvelles de son recueil  Démanty noci, Éd. Mlada, 1958
- Pays d'origine : Tchécoslovaquie
- Format : Noir et blanc - 35 mm - Mono
- Genre : drame, guerre
- Durée : 63 minutes
- Date de sortie : 
  - France : 17 mars 1966 - Distributeur d'origine : Argos Films

## Distribution
- Ladislav Jánsky : premier garçon
- Antonín Kumbera : second garçon
- Ilse Bischofova : la femme

### Revue de presse
- Jean-Elie Fovez, « Les Diamants de la nuit », Téléciné no 129, Paris, Fédération des Loisirs et Culture Cinématographique (FLECC), juin-juillet 1966, p. 42-43,  (ISSN 0049-3287)
- Jean Delmas, « Entretien avec le réalisateur, Jan Nemec », Jeune cinéma no 3-4, Paris, Fédération Jean Vigo, décembre 1964, p. 49,  (ISSN 0758-4202)